# Chamaeleo ellioti
Chamaeleo ellioti är en ödleart som beskrevs av  Günther 1895. Chamaeleo ellioti ingår i släktet Chamaeleo och familjen kameleonter. Inga underarter finns listade i Catalogue of Life.